# De patrijs, het kind en de gast
De pratrijs, het kind en de gast is een volksverhaal uit Marokko.

## Het verhaal
Een man is jager en doodt elke dag drie patrijzen. Op een dag neemt hij er vier mee. Vlak bij zijn huis ziet hij een man die hem om gastvrijheid vraagt en de jager nodigt hem binnen. De vrouw maakt de patrijzen klaar en de man neemt zijn gast mee naar de moskee. De vrouw eet een patrijs op en dan wordt het zoontje wakker, hij heeft honger. De gast komt thuis en vraagt waarom het kind huilt, waarna de vrouw zegt dat ze een stuk oor van de gast wil geven. De gast rent weg en als de man thuiskomt, zegt de vrouw dat de gast met de patrijzen wegrent. De man volgt de gast en vraagt een klein stukje voor het kind, maar de man denkt dat het over zijn oor gaat en rent verder.